# Mickletown
Mickletown – osada w Anglii, w hrabstwie West Yorkshire, w dystrykcie Leeds. Leży 9,6 km od miasta Wakefield, 11,5 km od miasta Leeds i 263 km od Londynu. W 2016 miejscowość liczyła 2679 mieszkańców.